# 20.º Exército de Montanha (Alemanha)
O 20º Exército de Montanha foi formado em 22 de Junho de 1942 pela redesignação do Exército Lappland.
O Exército Norwegen foi dissolvido em 18 de Dezembro de 1944 e este exército foi absorvido pelo 20º Exército de Montanha. Terminou se rendendo aos britânicos em 8 de Maio de 1945.

## Comandantes
A seguir está a lista dos generais que comandaram a divisão:
| Comandante                             | Data                                    |
| -------------------------------------- | --------------------------------------- |
| Generaloberst Eduard Dietl             | 22 de Junho 1942 - 23 de Junho 1944     |
| Generaloberst Dr. jur. Lothar Rendulic | 25 de Junho 1944 - 8 de Janeiro de 1945 |
| General der Gebirgstruppe Franz Böhme  | 8 de Janeiro 1945 - 8 de Maio de 1945   |

## Chiefs of Staff
- Generalleutnant Ferdinand Jodl (22 Junho 1942-1 Março 1944)
- Generalleutnant Hermann Hölter (1 Março 1944-8 Maio 1945)

## Oficiais de Operações
- Oberst Hugo Sittmann (22 Junho 1942-10 Abril 1943)
- Oberst Hans Steets (10 Abril 1943-10 Maio 1944)
- Oberst Friedrich Übelhack (10 Maio 1944-20 Dezembro 1944)
- Oberst Raimund Hörst (20 Dezembro 1944-1 Fevereiro 1945)
- Oberst Friedrich Übelhack (1 Fevereiro 1945-8 Maio 1945)

## Área de Operações
- Finlândia[1][2] (Junho 1942 - Dezembro 1944)
- Noruega[1][2] (Dezembro 1944 - Mai 1945)

## Ordem de Batalha
24 de Junho de 1942
À disposição do 2º Exército de Montanha
- XVIII Corpo de Montanha (substituindo o III Corpo de Exército finlandês em Kiestinki)
- Finnish III Corps
- Finnish 3rd Division
- SS-Division "Nord"
- Finnish Division J
- 1/3 163ª Divisão de Infantaria
- verstärktes Gebirgsjäger-Regiment 139
- 7. Gebirgs-Division (part) (replacing temporary Finnish Division J which was soon suspended)
- XXXVI Corpo de Montanha
- 169ª Divisão de Infantaria
- 2/3 163ª Divisão de Infantaria
- Panzer-Abteilung 211
- Gebirgskorps Norwegen
- 6. Gebirgs-Division + 1/3 214ª Divisão de Infantaria
- 2. Gebirgs-Division
- 1/3 214ª Divisão de Infantaria
- 69ª Divisão de Infantaria (parte)

22 de Dezembro de 1942
À disposição do 20º Exército de Montanha
- verstärktes Gebirgsjäger-Regiment 139
- XVIII Corpo de Montanha
- SS-Gebirgs-Division "Nord"
- 7. Gebirgs-Division
- XXXVI Corpo de Montanha
- 169ª Divisão de Infantaria
- 163ª Divisão de Infantaria
- Panzer-Abteilung 211
- XIX Corpo de Montanha
- 2. Gebirgs-Division + 2/3 1214ª Divisão de Infantaria
- 6. Gebirgs-Division
- Kommando 210. Infanterie-Division

9 de Abril de 1943
- XVIII Corpo de Montanha
- SS-Gebirgs-Division "Nord"
- 7. Gebirgs-Division
- Polizei-Gebirgsjäger-Regiment 18
- XXXVI Corpo de Montanha
- 169ª Divisão de Infantaria
- 163ª Divisão de Infantaria
- Panzer-Abteilung 211
- XIX Corpo de Montanha
- 2. Gebirgs-Division + 2/3 214ª Divisão de Infantaria
- Grenadier-Regiment 388
- verstärktes Gebirgsjäger-Regiment 139
- 6. Gebirgs-Division
- 210ª Divisão de Infantaria
- Luftwaffen-Feld-Regiment 503
- Grenadier-Regiment 193

21 de Agosto de 1943
- XVIII Corpo de Montanha
- SS-Gebirgs-Division "Nord"
- 7. Gebirgs-Division
- XXXVI Corpo de Montanha
- 169ª Divisão de Infantaria
- 163ª Divisão de Infantaria
- Panzer-Abteilung 211
- XIX Corpo de Montanha
- 2. Gebirgs-Division + Grenadier-Regiment 388
- 6. Gebirgs-Division
- verstärktes Gebirgsjäger-Regiment 139
- 210ª Divisão de Infantaria
- Luftwaffen-Feld-Regiment 503
- Grenadier-Regiment 193

15 de Junho de 1944
À disposição do 20º Exército de Montanha
- 2. Gebirgs-Division
- Kampfgruppe West
- XVIII Corpo de Montanha
- 7. Gebirgs-Division (most)
- Divisionsgruppe Kräutler + 7. Gebirgs-Division (parte)
- 6. SS-Gebirgs-Division "Nord"
- XXXVI Corpo de Montanha
- 169ª Divisão de Infantaria
- 163ª Divisão de Infantaria
- Panzer-Abteilung 211
- XIX Corpo de Montanha
- Kampfgruppe Ost (rear area HQ for securing Kolosjoki nickel ore mines)
- 6. Gebirgs-Division
- Divisionsgruppe Rossi
- 210ª Divisão de Infantaria

13 de Outubro de 1944
- XVIII Corpo de Montanha
- Kampfgruppe West (rear area HQ)
- Divisionsgruppe K (Division z.b.V. 140)
- 7. Gebirgs-Division
- 6. SS-Gebirgs-Division "Nord"
- MG-Ski-Brigade "Finnland"
- Panzer-Abteilung 211 (- 1. Kompanie)
- XXXVI Corpo de Montanha
- 169ª Divisão de Infantaria
- 163ª Divisão de Infantaria
- 1./Panzer-Abteilung 211
- XIX Corpo de Montanha
- 6. Gebirgs-Division + Grenadier-Brigade 388
- 2. Gebirgs-Division
- 210ª Divisão de Infantaria
- Divisionsgruppe van der Hoop (former Div.Gr. Rossi) (Grenadier-Brigade 193 + Grenadier-Brigade 503)
- Radfahr-Aufklärungs-Brigade "Norwegen"

31 de Dezembro de 1944
À disposição do 20º Exército de Montanha
- XVIII Corpo de Montanha
- Armeeabteilung Narvik
- XXXIII Corpo de Exército
- 14. Feld-Division (L)
- 702ª Divisão de Infantaria
- 295ª Divisão de Infantaria
- LXX Corpo de Exército
- 280ª Divisão de Infantaria
- 274ª Divisão de Infantaria

19 de Fevereiro de 1945
À disposição do 20º Exército de Montanha
- Divisionsstab z.b.V. 613
- XXXVI Corpo de Montanha
- MG-Ski-Brigade "Finnland"
- Panzer-Brigade "Norwegen"
- Armeeabteilung Narvik
- LXXI Corpo de Exército
- 230ª Divisão de Infantaria
- 210ª Divisão de Infantaria + Festungs-Brigade Lofoten
- 199ª Divisão de Infantaria + Grenadier-Brigade 503
- 7. Gebirgs-Division
- XXXIII Corpo de Exército
- 14. Feld-Division (L)
- 702ª Divisão de Infantaria
- 295ª Divisão de Infantaria
- 169ª Divisão de Infantaria (em transição)
- LXX Corpo de Exército
- 280ª Divisão de Infantaria
- 274ª Divisão de Infantaria

1 de Março de 1945
À disposição do 20º Exército de Montanha
- Divisionsstab z.b.V. 613
- XXXVI. Gebirgs-Armeekorps
- MG-Ski-Brigade "Finnland"
- Panzer-Brigade "Norwegen"
- Armeeabteilung Narvik
- XXXIII Corpo de Exército
- 14. Feld-Division (L)
- 702ª Divisão de Infantaria
- 295ª Divisão de Infantaria
- 199ª Divisão de Infantaria
- LXX Corpo de Exército
- 280ª Divisão de Infantaria
- 274ª Divisão de Infantaria
- 169ª Divisão de Infantaria

12 de Abril de 1945
À disposição do 20º Exército de Montanha
- 7. Gebirgs-Division
- Armeeabteilung Narvik
- XXXIII Corpo de Exército
- 14. Feld-Division (L)
- 702ª Divisão de Infantaria
- 295ª Divisão de Infantaria
- LXX Corpo de Exército
- 280ª Divisão de Infantaria
- 274ª Divisão de Infantaria
- Divisionsstab z.b.V. 613
- XXXVI Corpo de Montanha
- MG-Ski-Brigade "Finnland"
- Panzer-Brigade "Norwegen"